# Marta Nieto

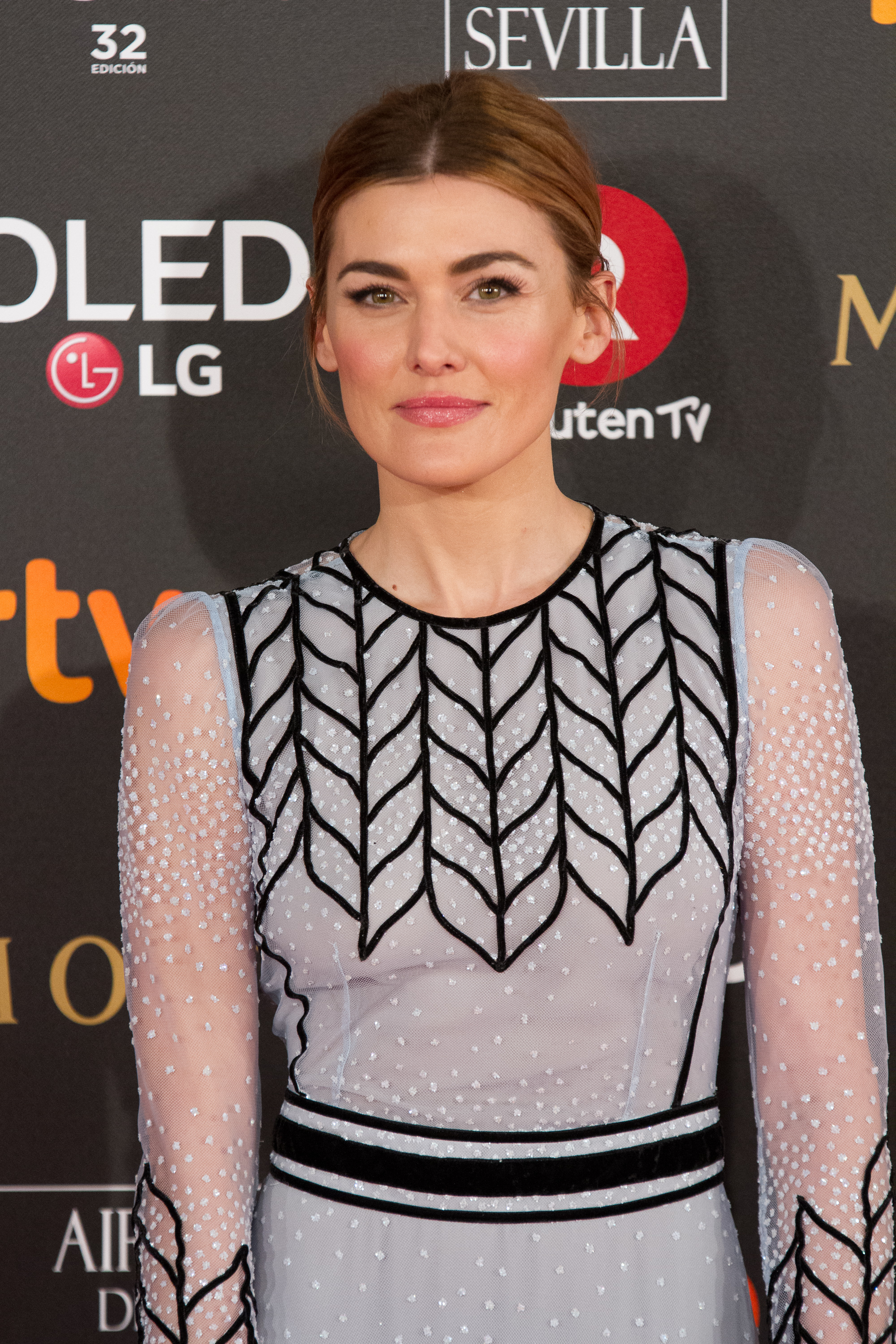
Marta Nieto (2018)

Marta Nieto Martínez (* 31. Januar 1982 in Murcia) ist eine spanische Schauspielerin.

## Leben
Marta Nieto erhielt ihre Schauspielausbildung an der Escuela Superior de Arte Dramático (ESAD) in ihrer Geburtsstadt Murcia.
2006 erhielt sie eine Rolle in El camino de los ingleses von Antonio Banderas. Von 2007 bis 2009 war sie in der Serie Hermanos y detectives von Telecinco als Carmen Gómez zu sehen. Im Actionfilm Highspeed – Leben am Limit von Daniel Calparsoro verkörperte sie 2013 die Rolle der Carla. 2014 gehörte sie als Natalia Valdecantos zur Hauptbesetzung der Serie Ciega a citas des Senders Cuatro.
Für ihre Darstellung der Elena im Mystery-Thriller Madre (2019) von Rodrigo Sorogoyen wurde sie im Rahmen der Verleihung des Europäischen Filmpreises 2020 als beste Darstellerin sowie für einen Goya als beste Hauptdarstellerin nominiert. Bei den Internationalen Filmfestspiele von Venedig 2019 wurde sie dafür als beste Darstellerin der Sektion Orizzonti ausgezeichnet. Zuvor war sie 2017 in Sorogoyens gleichnamigen Kurzfilm als Marta zu sehen.
Im Psychothriller Kosmetik des Bösen (2020) von Kike Maíllo nach einer Romanvorlage von Amélie Nothomb spielte sie die Rolle der Isabelle. Im Fantasy-Drama Out of Sync (2021) von Juanjo Giménez verkörperte sie die Hauptrolle der Sounddesignerin C. 2022 war sie in der Netflix-Horror-Mystery-Thriller-Serie Feria: Dunkles Licht als Elena zu sehen. Im Thriller Visions (2023) von Yann Gozlan verkörperte sie die Rolle der Ana, die mit der Pilotin Estelle, dargestellt von Diane Kruger, eine Affäre hat. In der zweiten Staffel des Ablegers Berlin der Netflix-Serie Haus des Geldes übernahm sie die Rolle der Herzogin von Málaga, Genoveva Dante.
In den deutschsprachigen Fassungen wurde sie unter anderem von Jessica Walther-Gabory in Kosmetik des Bösen und von Diana Borgwardt in Highspeed – Leben am Limit synchronisiert.
Ihr Langfilm-Regiedebüt gab sie mit dem Film La mitad de Ana.

## Filmografie (Auswahl)
- 2004: Face of Terror
- 2004: Kunstraub – Art Heist (Art Heist)
- 2005: Hospital Central – Mundos paralelos (Fernsehserie)
- 2005: Motivos personales (Fernsehserie)
- 2006: Películas para no dormir: La culpa (Fernsehfilm)
- 2006: Mesa para cinco (Fernsehserie)
- 2006: Vida robada (Fernsehfilm)
- 2006: El camino de los ingleses
- 2006: Cuéntame cómo pasó (Fernsehserie, eine Episode)
- 2007: Los simuladores – Casado con todos (Fernsehserie)
- 2007: Café solo o con ellas
- 2007: Abuela notición (Kurzfilm)
- 2007: Quart – Tritonus (Fernsehserie)
- 2007: I figli del mostro (Kurzfilm)
- 2008: 8 citas
- 2008: Generación DF (Fernsehserie)
- 2009: Los hombres de Paco (Fernsehserie)
- 2007–2009: Hermanos & detectives (Fernsehserie)
- 2009: El sobrino (Kurzfilm)
- 2010: Karabudjan (Fernsehserie)
- 2011: ¿Bailas? (Kurzfilm)
- 2011: A Vida da Gente (Fernsehserie, eine Episode)
- 2012: La cripta
- 2013: Flor do Caribe (Fernsehserie)
- 2013: Highspeed – Leben am Limit (Combustión)
- 2013: Cenizas (Fernsehfilm)
- 2013: El don de Alba – La novia blanca (Fernsehserie)
- 2013: Frágiles – El mendigo herido (Fernsehserie)
- 2013–2015: Cuéntame cómo pasó (Fernsehserie)
- 2014: La despedida
- 2014: Ciega a citas (Fernsehserie)
- 2015: Los nuestros (Fernsehserie, eine Episode)
- 2015: Mar de plástico (Fernsehserie)
- 2015: Supercool (Kurzfilm)
- 2016: El Caso. Crónica de sucesos – Garrote vil (Fernsehserie)
- 2016: El ministerio del tiempo – Cambio de tiempo (Fernsehserie)
- 2016: El hombre de tu vida – Desafíos (Fernsehserie)
- 2017: Madre (Kurzfilm)
- 2017: Zarpazo (Kurzfilm)
- 2018: De repente, la noche (Kurzfilm)
- 2018: Vergüenza (Fernsehserie)
- 2019: Vis a vis – Traición (Fernsehserie)
- 2019: Litus.
- 2019: Pescaíto (Fernsehserie)
- 2019: Secretos de Estado (Fernsehserie)
- 2019: Madre
- 2020: Caronte – Inmarcesible (Fernsehserie)
- 2020: En casa – Una situación extraordinaria  (Fernsehserie)
- 2020: Kosmetik des Bösen (A Perfect Enemy)
- 2020: La cripta, el último secreto
- 2021–2023: La Esfera (Podcast-Serie)
- 2021: El silencio en las flores (Kurzfilm)
- 2021: Out of Sync (Tres)
- 2022: Lasciarsi un giorno a Roma
- 2022: Feria: Dunkles Licht (Feria: Dunkles Licht, Fernsehserie)
- 2022: Tropic
- 2022: La manzana de oro
- 2022: Edén
- 2023: Visions – Tödliches Verlangen (Visions)
- 2023: ¡Salta! Un pasado por delante
- 2023: Blutroter Sommer – Im Bann des Killers (Verano en rojo)
- 2024: La mitad de Ana